# Sabine Werner
Sabine Werner (Tubinga, 5 settembre 1960) è una biochimica tedesca, professoressa di biologia cellulare presso l'ETH di Zurigo.

## Carriera
Cresciuta a Reutlingen, Sabine Werner ha studiato presso le Università di Tubinga e di Monaco di Baviera, dove ha completato il dottorato nel 1989 con Peter Hans Hofschneider con una tesi sulla patogenesi molecolare del sarcoma di Kaposi. Ha ricevuto la medaglia Otto Hahn per i suoi risultati nei suoi studi di dottorato. 
Come studente di postdottorato è stata dal 1990 al 1992 presso l'Università della California a San Francisco. Nel 1993 ha assunto l'incarico di group leader e professore Hermann e Lilly Schilling al Max-Planck-Institut di Biochimica a Martinsried. Fondando il suo primo gruppo di ricerca nei primi anni Novanta scelse come linea di ricerca principale la cicatrizzazione delle ferite, un argomento all'epoca relativamente poco esplorato.
Ha ottenuro l'abilitazione nel 1995 con una dissertazione sulla funzione dei fattori di crescita dei fibroblasti nella pelle. Ha lavorato a Martinsried fino al 1999, quando ha assunto la nuova cattedra a Zurigo.

## Ricerca
Il focus del suo lavoro sono i meccanismi a livello moleculare e cellulare responsabili della patogenesi delle malattie infiammatorie e maligne, e il ruolo dei fattori di crescita nella guarigione delle ferite o delle ulcere non cicatrizzanti nei malati di diabete e cancro.

## Riconoscimenti
Nel 2008 ha ricevuto il premio Cloëtta.
È membro della Accademia Cesarea Leopoldina dal 2011. 
Nel 2012 è stata eletta membro dell'European Molecular Biology Organization.
È membro del consiglio di presidenza (presiding board) del Fondo nazionale svizzero per la ricerca scientifica.